# NGC 6396
NGC 6396 is een open sterrenhoop in het sterrenbeeld Schorpioen. Het hemelobject werd op 7 juli 1836 ontdekt door de Britse astronoom John Herschel.

## Synoniemen
- OCL 1018
- ESO 393-SC10